# Ауэрсвальд, Рудольф фон
Рудольф Людвиг Цезарь фон Ауэрсвальд (нем. Rudolf Ludwig Cäsar von Auerswald; 1 сентября 1795, Мариенвердер, Западная Пруссия — 15 января 1866, Берлин, Пруссия) — прусский чиновник, политик, министр, премьер-министр (министр-президент) с 25 июня по 8 сентября 1848 года.

## Происхождение и ранние годы
Рудольф Людвиг Цезарь фон Ауэрсвальд происходил из мейсенской дворянской семьи Ауэрсвальде и родился в семье обер-президента Восточной Пруссии Ганса Якоба Ауэрсвальда и Альбертины Софии Дона-Лаукской. Его братьями были генерал-майор прусской службы Ганс Адольф Эрдман фон Ауэрсвальд и познанский глава регионального правительства (нем. Generallandschaftsdirektor) Альфред фон Ауэрсвальд (1797—1870).
Юность провёл в Кёнигсберге. Состоял в дружеских отношениях с будущим императором Вильгельмом I. Сдал вступительные экзамены в Кёнигсбергский университет, но предпочел вступить в 1-й гусарский полк. В составе армейского корпуса генерала Йорка во время войны 1812 года воевал в Курляндии и Лифляндии. В 1813—1815 годах участвовал в освободительной войне против французов, награждён Железным крестом. После заключения мира приписан к 6-му уланскому полку, в звании старшего лейтенанта и в качестве адъютанта состоял в 13-й кавалерийской бригаде в Мюнстере. В апреле 1820 произведен в капитаны и в начале 1821 года вышел в отставку.

## Начало карьеры
В 1817 году женился на своей двоюродной сестре графине Адели Дона-Лаук. По выходе в отставку он приобрел поместье Грос-Рёдерсдорф района Хайлигенбайль в Восточной Пруссии и в 1824 году стал ландратом района, занимая этот пост до 1834. Покинув его, Рудольф был избран в 1835 году от прусского земельного правительства в Генеральный земельный совет, исполняя полномочия до 1842 года. Параллельно он был назначен в 1838 году обер-бургомистром Кёнигсберга, в каковой должности пребывал также до 1842 года.
Выбранный однажды во время своего правления представителем от рыцарства в провинциальный прусский ландтаг Пруссии, он быстро приобрел здесь большое влияние, и возглавлял его в течение нескольких сессий, исполняя обязанности маршала ландтага. В 1840 году на принесении присяги новому королю кёнигсбергским ландтагом, как один из его политических лидеров, попросил у Фридриха Вильгельма выполнить данное им в 1815 году конституционное обещание и даровать Пруссии конституцию.
Ауэрсвальд подал в отставку летом 1842 года со всех постов, и принял пост председателя правительства правительственного округа Трир, на котором он пребывал до 1848, и приобрел широкую популярность не только в своем правительственном округе, но и за его пределами по всей Рейнской провинции.

## Революция
Сразу же после начала мартовской революции 1848 года он вернулся в Кёнигсберг в качестве обер-президента провинции Пруссия, но оставил эту должность через несколько месяцев. После отставки кабинета Кампгаузена 25 июня 1848 года принял пост Министра-президента (председателя правительства), а также министра иностранных дел.
Кабинетом Ауэрсвальда был предложен проект Конституции королевства Пруссия, берущий за образец либеральную Конституцию Бельгии 1831 года. Он не был принят прусским Национальным собранием, которое создало свой собственный конституционный комитет.
Его кабинет был распущен 7 сентября 1848 года после обращения Национального Собрания, требовавшего принять меры против реакционных элементов в армии.
Ауэрсвальд был снова назначен обер-президентом провинции Пруссия, пост которого все это время оставался вакантным. После роспуска Национального Собрания и октроирования Конституции, согласно последней, был избран двухпалатный парламент. Ауэрсвальд вернулся в Берлин как депутат первой (верхней) палаты 26 февраля 1849 года и был избран её президентом, пост которого он занимал и на следующей сессии, с августа 1849 до февраля 1850 года.
Принимал участие в Эрфуртском парламенте как член верхней палаты Пруссии. После его роспуска отстранился от законодательной деятельности и был назначен обер-президентом Рейнской провинции. Весной 1851 года Ауэрнсвальд представил в реакционный кабинет Мантейфеля-Вестфалена меморандум, в котором изложил свои возражения против роспуска провинциальных ландтагов. В течение последующих двух лет, он воздерживался от любого участия в общественной деятельности, путешествуя в Париж, Алжир, Тунис, Мальту, Сицилию и по всей Италии.

## Новая эра
В конце 1853 года Ауэрсвальд принял мандат депутата Палаты представителей и вскоре стал одним из лидеров либеральной оппозиции, хотя сам выходил на трибуну только в редких случаях. Влиянием он пользовался отчасти благодаря своему личному обаянию, отчасти благодаря своим близким отношениям с наследником престола, доверием которого он пользовался. Крайне важная для Либеральной партии поддержка принца Прусского уходила корнями в детство Рудольфа, когда в течение нескольких лет после Тильзитского мира королевская семья пребывала в Кёнигсберге. Бывшие ещё подростками принцы и принцессы королевского дома росли бок о бок с детьми обер-президента фон Ауэрсвальд.
Когда принц Пруссии осенью 1857 принял бразды правления как местоблюститель престола в связи с тяжелой болезнью Фридриха Вильгельма IV, он по-прежнему остался в тесной связи с Ауэрсвальдом, и, когда взял в руки всю власть в качестве регента, вынудил Мантейфеля уйти в отставку 6 ноября 1858 года.
Главой следующего правительства, получившего название министерства «новой эры», стал князь фон Гогенцоллерн-Зигмаринген, фон Ауэрсвальд же вошёл в него как государственный министр без портфеля. Тем не менее, ему было доверено исполнение обязанностей председателя в его отсутствие, и в общественном мнении Ауэрсвальд был душой этого кабинета, хотя он так же редко, как ранее в качестве депутата, брал слово лично. На кабинет Гогенцоллерна возлагались далеко идущие надежды Либеральной партии и представляемых ею кругов. Но при дворе ему постоянно противодействовали могущественные силы, а упорная оппозиция феодального большинства в палате господ приводила к провалу почти всех законопроектов. Естественным следствием стало глубокое разочарование в деятельности кабинета. Уже в начале 1860 года, из-за вызванной франко-австрийской войной мобилизации, между правительством и его партией возник взаимный раскол.
Ауэрсвальд, который выступал перед ландтагом по вопросам обороны лишь в редких случаях, предпринимал большие усилия по успешной реализации государственной политики, используя своё влияние на парламентские партии и их лидеров. Благодаря своим отношениям с принцем-регентом он, хотя и не вел никакого конкретного направления, занимался координацией деятельности по важнейшим вопросам. Он использовал все своё влияние в вопросе строительства вооружённых сил, необходимостью которого глубоко проникся. Но ему так и не удалось провести реализацию данного умеренно-либеральным большинством Палаты представителей в ноябре 1858 года согласия. Все оставалось на этапе временных мер, когда проведенные в конце 1861 выборы привели к полному краху старой либеральной партии, на чьей поддержке было основано все существование кабинета. Большинство депутатов новой палаты имело гораздо более яркую политическую окраску и уже в марте 1862 свергло министерство.

## Последние годы
Фон Ауэрсвальд, недавно перенёсший тяжелую болезнь, полностью отошёл от политической деятельности и отклонил предложенный ему мандат в Палате представителей, ссылаясь на плохое здоровье. В знак королевской милости он был назначен обер-бургомистром Мариенбурга. Фон Ауэрсвальд вскоре оправился от своей болезни и провел в Берлине, а летом в путешествиях, последние три года своей жизни. Летом 1865 года проявились признаки болезни сердца, и вскоре образовалась водянка перикарда, от которой он и умер 15 января 1866 в Берлине. Его жена скончалась ранее — в августе 1859 года.
В 1901 году в Кёнигсберге в честь семьи Ауэрсвальдов была названа улица (ныне — улица Чехова).